# منتخب الإكوادور لكرة القاعدة
منتخب الإكوادور لكرة القاعدة هو ممثل الإكوادور الرسمي في المنافسات الدولية في كرة القاعدة
.